# Boterstraat (Schiedam)
De Boterstraat is een van de oudste straten in het centrum van de Nederlandse stad Schiedam.
Grenzend ten noorden aan de Schie loopt de straat in het verlengde van de Hoogstraat / Grote Markt tot het Overschieseplein, na het Broersvest gaat de straat over in de Overschiesestraat.

## Historie
De naam als zodanig wordt bij akte voor het eerst in 1240 genoemd. Dirk Bokel, de latere ambachtsheer van Mathenesse, verhuurde in de polder Nuwer Scye een stuk van de bedijking, aldaar bekend bij de naam Boterstraat. Dit stukje straat lag in het verlengde van het Marktveld. Aleid van Holland, de stichtster van Huis te Riviere in Schiedam, vestigde zich na het overlijden van haar man Jan II van Avesnes in Holland. In 1258 kocht zij van Dirk Bokel deze polder en gaf Schiedam het recht om een weekmarkt en een jaarmarkt te houden. Van behuizing is pas later sprake.
In 1526 wordt in de Boterstraat een Pesthuis ingericht voor de Syecken van der gave Goods voor hen die voorheen in het Sint Jacobs Gasthuis verbleven. Het Sint Jacobs Gasthuis werd in 1278 gebouwd.
Een echte straat is het dan nog niet want in 1633 is er bij een verkoop sprake van een klein huisje en erf gelegen in de Boterstraat in het Groenevelt. Ook in 1640 is er nog sprake van een landelijke omgeving als op 16 mei van dat jaar ene Cornelis Jacobsz. Verboom aan Teunis Jorisz. Post een huis en erf verkoopt met een hollenbarg daar achter gelegen in de Botersloot en strekkende voor van de straat tot achter aan de Schie met 3 morgen bruikwaar gelegen in Nieuw Mathenesse. Van benummering der huizen is ook nog geen sprake. De huizen waren, typisch voor die tijd, voorzien van een naam. Zo worden de namen genoemd van het huis de Luijs en de Roos en ook een huis dat is genaamd 'daar waar de de Veersack uithangt'. Kennelijk verbleef daar de veerman van de Schie. Andries Huijbrechtsz. den Draeck bewoonde het huis de Groenen Draeck, niet bekend is of het huis zijn naam aan hem te danken heeft of andersom. De Stadsherberg stond op de hoek van de Boterstraat en de Overschiese poort.
Vanaf einde 17e eeuw staan de huizen zo goed als zij aan zij. Tussen de huizen staan pakhuizen en ook het huis met erf en branderij van Jan Nolet. Deze uit Brugge afkomstige Jan Lucas Nolet (1634-1702) richtte in 1691 in de Boterstraat de jeneverdistilleerderij Nolet op. Een nazaat van hem was de dichter, schrijver en literair criticus Joannes Nolet de Brauwere van Steeland. Hilletgen Joppendr., de buurvrouw van Jan Nolet, leende in 1701 een bedrag groot 150 gulden van Johan Hodenpijl, die in 1691 de heerlijkheden Schipluiden, Hodenpijl en St. Maartensrecht aan Cornelis de Jonge van Ellemeet had verkocht, zij gaf hem haar behuizing in de Boterstraat in onderpand.
De bebouwing anno 2000 stamt voornamelijk uit de 18e en 19e eeuw.
In 1914 is in de Boterstraat een kerk in gebruik genomen waar verschillende Gereformeerde stromingen tot 1958 gebruik van maakten. Een bijzonderheid is dat deze kerk op de zolder gevestigd was boven de distilleerderij van "Weduwe A. van den Eelaart". Vanaf 1958 maakte men gebruik van de gereformeerde Plantagekerk.

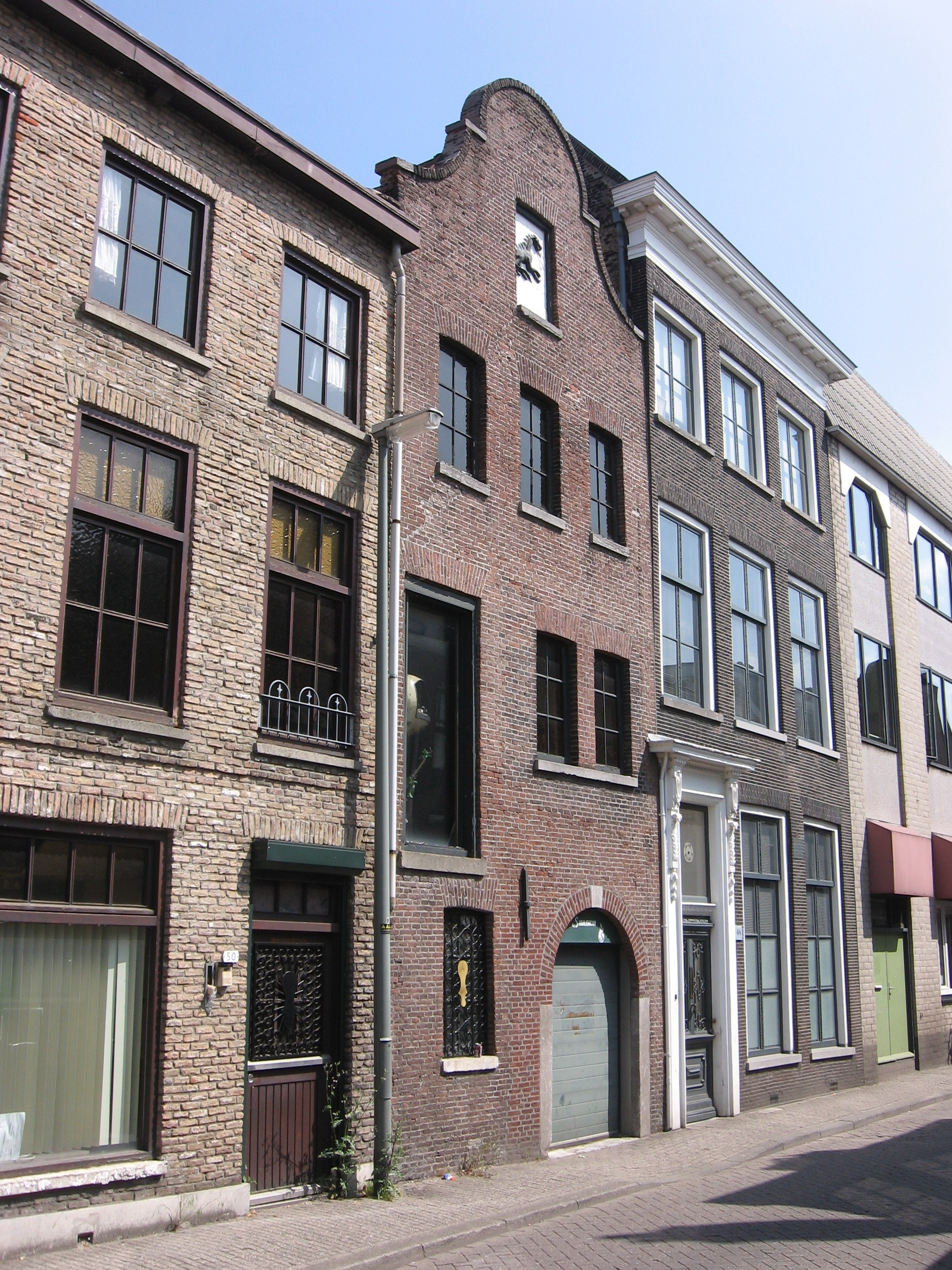
Boterstraat 46-48
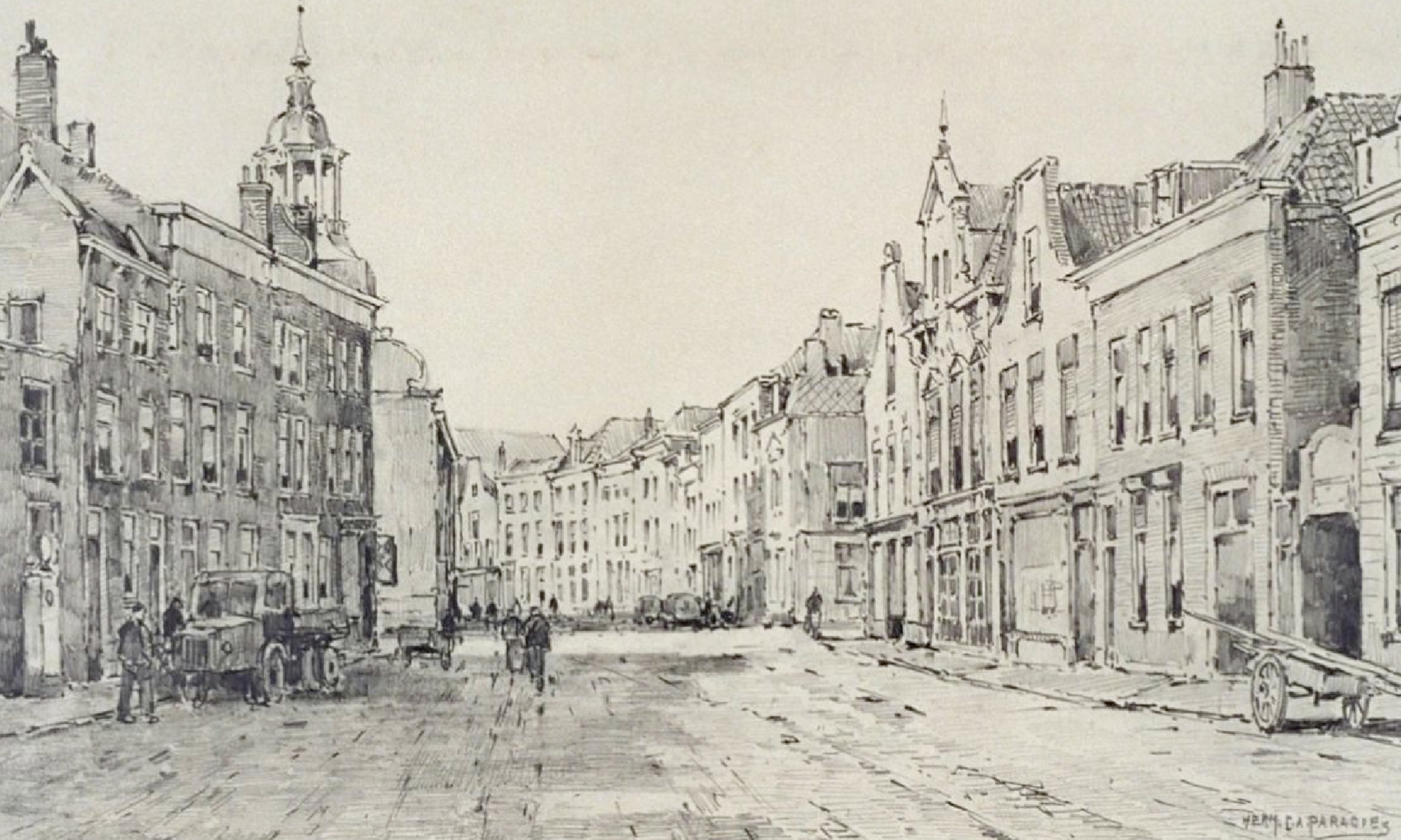
Boterstraat (1949) richting Grote Markt